# Giro del Delfinato 2003
Il Giro del Delfinato 2003, cinquantacinquesima edizione della corsa, si svolse dall'8 al 15 giugno su un percorso di 1187 km ripartiti in 7 tappe più un cronoprologo, con partenza da Villard-de-Lans e arrivo a Grenoble. Fu vinto dallo statunitense Lance Armstrong della US Postal Service davanti allo spagnolo Iban Mayo e al britannico David Millar. Armstrong fu successivamente escluso dall'ordine di arrivo in seguito alla squalifica a vita per uso di sostanze dopanti.

## Tappe
| Tappa  | Data      | Percorso                                                      | km   | Vincitore di tappa  | Leader cl. generale |
| ------ | --------- | ------------------------------------------------------------- | ---- | ------------------- | ------------------- |
| Prol.  | 8 giugno  | Villard-de-Lans > Villard-de-Lans (cron. individuale)         | 5,1  | Iban Mayo           | Iban Mayo           |
| 1ª     | 9 giugno  | Méaudre > Vaison-la-Romaine                                   | 198  | Plamen Stoyanov     | Iban Mayo           |
| 2ª     | 10 giugno | Bollène > Vienne                                              | 195  | Thor Hushovd        | Iban Mayo           |
| 3ª     | 11 giugno | Saint-Paul-en-Jarez > Saint-Paul-en-Jarez (cron. individuale) | 33,4 | Lance Armstrong     | Lance Armstrong     |
| 4ª     | 12 giugno | Vienne > Morzine                                              | 237  | Iban Mayo           | Lance Armstrong     |
| 5ª     | 13 giugno | Morzine > Chambéry                                            | 192  | Laurent Lefèvre     | Lance Armstrong     |
| 6ª     | 14 giugno | Challes-les-Eaux > Briançon                                   | 153  | Juan Miguel Mercado | Lance Armstrong     |
| 7ª     | 15 giugno | Briançon > Grenoble                                           | 174  | Cédric Vasseur      | Lance Armstrong     |
| Totale | Totale    | Totale                                                        | 1187 |                     |                     |

## Dettagli delle tappe

### Prologo
- 8 giugno: Villard-de-Lans > Villard-de-Lans (cron. individuale) – 5,1 km

| Pos. | Corridore       | Squadra   | Tempo |
| ---- | --------------- | --------- | ----- |
| 1    | Iban Mayo       | Euskaltel | 8'44" |
| 2    | David Millar    | Cofidis   | a 4"  |
| Sq.  | Lance Armstrong | US Postal | a 10" |

| Pos. | Corridore       | Squadra   | Tempo |
| ---- | --------------- | --------- | ----- |
| 1    | Iban Mayo       | Euskaltel | 8'44" |
| 2    | David Millar    | Cofidis   | a 4"  |
| Sq.  | Lance Armstrong | US Postal | a 10" |

### 1ª tappa
- 9 giugno: Méaudre > Vaison-la-Romaine – 198 km

| Pos. | Corridore       | Squadra        | Tempo    |
| ---- | --------------- | -------------- | -------- |
| 1    | Plamen Stoyanov | Big Mat        | 4h39'15" |
| 2    | Bradley McGee   | FDJ            | s.t.     |
| 3    | Walter Bénéteau | Brioches La B. | s.t.     |

| Pos. | Corridore     | Squadra   | Tempo    |
| ---- | ------------- | --------- | -------- |
| 1    | Iban Mayo     | Euskaltel | 4h47'59" |
| 2    | David Millar  | Cofidis   | a 5"     |
| 3    | Bradley McGee | FDJ       | a 10"    |

### 2ª tappa
- 10 giugno: Bollène > Vienne – 195 km

| Pos. | Corridore      | Squadra         | Tempo    |
| ---- | -------------- | --------------- | -------- |
| 1    | Thor Hushovd   | Crédit Agricole | 4h23'42" |
| 2    | Alexandre Usov | Phonak          | s.t.     |
| 3    | Baden Cooke    | FDJ             | s.t.     |

| Pos. | Corridore     | Squadra   | Tempo    |
| ---- | ------------- | --------- | -------- |
| 1    | Iban Mayo     | Euskaltel | 9h11'41" |
| 2    | David Millar  | Cofidis   | a 5"     |
| 3    | Bradley McGee | FDJ       | a 10"    |

### 3ª tappa
- 11 giugno: Saint-Paul-en-Jarez > Saint-Paul-en-Jarez (cron. individuale) – 33,4 km

| Pos. | Corridore       | Squadra   | Tempo   |
| ---- | --------------- | --------- | ------- |
| Sq.  | Lance Armstrong | US Postal | 49'32"  |
| 2    | David Millar    | Cofidis   | a 1'06" |
| 3    | Iban Mayo       | Euskaltel | a 1'26" |

| Pos. | Corridore       | Squadra   | Tempo     |
| ---- | --------------- | --------- | --------- |
| Sq.  | Lance Armstrong | US Postal | 10h01'24" |
| 2    | David Millar    | Cofidis   | a 1'01"   |
| 3    | Iban Mayo       | Euskaltel | a 1'15"   |

### 4ª tappa
- 12 giugno: Vienne > Morzine – 237 km

| Pos. | Corridore         | Squadra      | Tempo    |
| ---- | ----------------- | ------------ | -------- |
| 1    | Iban Mayo         | Euskaltel    | 6h26'44" |
| Sq.  | Lance Armstrong   | US Postal    | s.t.     |
| 3    | Francisco Mancebo | iBanesto.com | s.t.     |

| Pos. | Corridore       | Squadra   | Tempo     |
| ---- | --------------- | --------- | --------- |
| Sq.  | Lance Armstrong | US Postal | 16h28'08" |
| 2    | Iban Mayo       | Euskaltel | a 1'15"   |
| 3    | David Millar    | Cofidis   | a 2'12"   |

### 5ª tappa
- 13 giugno: Morzine > Chambéry – 192 km

| Pos. | Corridore        | Squadra         | Tempo    |
| ---- | ---------------- | --------------- | -------- |
| 1    | Laurent Lefèvre  | Jean Delatour   | 4h39'22" |
| 2    | Pierrick Fédrigo | Crédit Agricole | s.t.     |
| 3    | Denis Menchov    | iBanesto.com    | s.t.     |

| Pos. | Corridore       | Squadra   | Tempo     |
| ---- | --------------- | --------- | --------- |
| Sq.  | Lance Armstrong | US Postal | 21h08'26" |
| 2    | Iban Mayo       | Euskaltel | a 1'15"   |
| 3    | David Millar    | Cofidis   | a 2'12"   |

### 6ª tappa
- 14 giugno: Challes-les-Eaux > Briançon – 153 km

| Pos. | Corridore           | Squadra      | Tempo    |
| ---- | ------------------- | ------------ | -------- |
| 1    | Juan Miguel Mercado | iBanesto.com | 3h58'47" |
| 2    | Iban Mayo           | Euskaltel    | a 26"    |
| 3    | Mikel Astarloza     | AG2R         | a 29"    |

| Pos. | Corridore       | Squadra   | Tempo     |
| ---- | --------------- | --------- | --------- |
| Sq.  | Lance Armstrong | US Postal | 25h07'42" |
| 2    | Iban Mayo       | Euskaltel | a 1'12"   |
| 3    | David Millar    | Cofidis   | a 2'17"   |

### 7ª tappa
- 15 giugno: Briançon > Grenoble – 174 km

| Pos. | Corridore           | Squadra       | Tempo    |
| ---- | ------------------- | ------------- | -------- |
| 1    | Cédric Vasseur      | Cofidis       | 4h22'02" |
| 2    | Christophe Edaleine | Jean Delatour | a 2'00"  |
| 3    | Iban Mayo           | Euskaltel     | a 2'09"  |

| Pos. | Corridore       | Squadra   | Tempo     |
| ---- | --------------- | --------- | --------- |
| Sq.  | Lance Armstrong | US Postal | 29h31'53" |
| 2    | Iban Mayo       | Euskaltel | a 1'12"   |
| 3    | David Millar    | Cofidis   | a 2'47"   |

## Classifiche finali

### Classifica generale
| Pos. | Corridore                 | Squadra                | Tempo     |
| ---- | ------------------------- | ---------------------- | --------- |
| Sq.  | Lance Armstrong           | US Postal Service      | 29h31'53" |
| 2    | Iban Mayo                 | Euskaltel-Euskadi      | a 1'12"   |
| 3    | David Millar              | Cofidis                | a 2'47"   |
| 4    | Francisco Mancebo         | iBanesto.com           | a 4'35"   |
| 5    | Christophe Moreau         | Crédit Agricole        | a 4'59"   |
| 6    | Iñigo Chaurreau Bernardez | Ag2r Prévoyance        | a 5'53"   |
| 7    | Juan Miguel Mercado       | iBanesto.com           | a 6'03"   |
| 8    | Levi Leipheimer           | Rabobank               | a 6'25"   |
| 9    | Cyril Dessel              | Phonak Hearing Systems | a 7'18"   |
| 10   | Alberto López de Munain   | Euskaltel-Euskadi      | a 8'07"   |